# Limoise
Limoise é uma comuna francesa na região administrativa de Auvérnia-Ródano-Alpes, no departamento Allier. Estende-se por uma área de 13 km². Em 2010 a comuna tinha 190 habitantes (densidade: 14,6 hab./km²).